# Web Therapy
Web Therapy es una serie de televisión en línea en la que Lisa Kudrow interpreta a Fiona Wallice, una terapeuta que implementa un nuevo método de terapia, la "Terapia de Web". En su opinión, la versión tradicional de las terapias de cincuenta minutos deja espacio para que los pacientes hablen sobre cosas irrelevantes. El acortamiento del período de sesiones a solo tres minutos pretende lograr resultados más rápidos ya que en este caso el enfoque de la consulta es volver a lo que es relevante. Sus sesiones se realizan a través de cámaras web, y se mantiene con la esperanza de atraer a los inversores a hacer su técnica una nueva opción de tratamiento en todo el mundo.
Fiona no es una buena oyente, siempre interrumpe las sesiones con ensayos, citas innecesarias de sus experiencias personales, y los intentos de promover el método de los pacientes. Gran parte del humor de la serie gira en torno a su interés personal evidente en casi todas las sesiones.
Desde 2011 se adaptó a una serie de televisión del mismo título.
En diciembre de 2015, se confirma el rodaje de la versión para España de Web Therapy,  protagonizada por Eva Hache (en el papel de Rebeca Miller, nombre que adopta la protagonista en su versión española). Fue el primer proyecto de ficción de #0, un canal de Movistar+.